# Stortjärnen (Sorsele socken, Lappland, 727484-159282)
Stortjärnen är en sjö i Sorsele kommun i Lappland och ingår i Umeälvens huvudavrinningsområde. Sjön har en area på 0,0861 kvadratkilometer och ligger 383,2 meter över havet.

## Delavrinningsområde
Stortjärnen ingår i det delavrinningsområde (727445-159219) som SMHI kallar för Ovan Hällbäcken. Medelhöjden är 384 meter över havet och ytan är 14,94 kvadratkilometer. Räknas de 27 avrinningsområdena uppströms in blir den ackumulerade arean 348,33 kvadratkilometer. Gargån som avvattnar avrinningsområdet har biflödesordning 3, vilket innebär att vattnet flödar genom totalt 3 vattendrag innan det når havet efter 295 kilometer. Avrinningsområdet består mestadels av skog (78 procent) och sankmarker (14 procent). Avrinningsområdet har 0,13 kvadratkilometer vattenytor vilket ger det en sjöprocent på 0,9 procent.